# جوزيف هوب
جوزيف هوب (بالألمانيَّة:Josef Hoop) (14 ديسمبر 1895 - 19 أكتوبر 1959) كان دبلوماسيًا وشخصية سياسية من ليختنشتاين شغل منصب رئيس وزراء ليختنشتاين من عام 1928 إلى عام 1945.
اشتهر هوب بجهوده للحفاظ على حيادية ليختنشتاين واستقلالها خلال الحرب العالمية الثانية. خدم لمدة سبعة عشر عامًا، ليكون رئيس الوزراء الأطول خدمة في تاريخ البلاد، متقدمًا على خليفته ألكسندر فريك بـ 79 يومًا. خدم في عهد أمير ليختنشتاين يوهان الثاني، وفرانز الأول، وفرانز جوزيف الثاني، مما جعله رئيس الوزراء الوحيد الذي خدم تحت قيادة ثلاثة أمراء على التوالي.

## النشأة والعمل الدبلوماسي
ولد هوب في إشن في 14 ديسمبر 1895؛ والده فرانز جوزيف هوب كان مزارعًا ونائبًا في البرلمان، وكانت والدته بيرتا باتلينر واحدة من تسعة إخوة.
التحق هوب بالمدرسة الثانوية في فيلدكيرش، النمسا، التحق بالمدرسة في مدينة زيورخ، سويسرا لفترة قصيرة بعد ذلك. بعد الانتهاء من دراسته، تابع هوب تعليمه ما بعد الثانوي في جامعة إنسبروك، حيث كرس نفسه لدراسة اللغات الشرقية. تخرج هوب عام 1920 بدرجة الدكتوراه في الفلسفة. وكان يجيد اللغة العربية.
شغل هوب منصب الملحق الدبلوماسي والقائم بالأعمال في مفوضية ليختنشتاين في فيينا من عام 1920 حتى عام 1923، برئاسة الأمير إدوارد أمير ليختنشتاين . عمل على إزالة متطلبات التأشيرة للمواطنين النمساويين في ليختنشتاين عام 1922 وقد اشتكى أيضًا من انخفاض أجور الموظفين في المفوضية لأنها لم تكن مرضية في كثير من الأحيان وتلبي احتياجات عمل المفوضية.

## رئيس وزراء ليختنشتاين
كان هوب ثالث رئيس وزراء ليختنشتاين، من 4 أغسطس 1928 إلى 3 سبتمبر 1945 وقد تمت الدعوة لإجراء انتخابات مبكرة بعد أن أجبر يوهان الثاني حكومة غوستاف شادلر على الاستقالة في يونيو 1928 نتيجة لفضيحة اختلاس في بنك ليختنشتاين الوطني. أسفرت الانتخابات البرلمانية في ليختنشتاين عام 1928 عن فوز حزب المواطنين التقدميين وتم تعيين هوب ليعمل كرئيس للوزراء. بسبب الانتخابات الفرعية التي أجريت في ليختنشتاين عام 1930، أصبح حزب المواطنين التقدميين الحزب الأول والوحيد الذي حصل على الأغلبية المطلقة في تاريخ اللاندتاغ حتى عام 1932.

### السياسات الاقتصادية
خلال فترة رئاسته للوزراء، أشرف على بناء 23 كيلومتر من طول القناة الداخلية بهدف زيادة نسبة الأراضي الصالحة للزراعة داخل البلاد وخلق فرص عمل داخل البلاد، تمت الموافقة عليها عام 1930، وبدأ تشييدها عام 1931 ثم اكتملت عام 1943. قدم هوب المشورة للمصانع والشركات الصناعية الناشئة في ليختنشتاين من أجل جلب المستثمرين وفرص العمل ورؤوس المال إلى البلاد.

### قضية تجسس
في يناير 1937، أدان كارل فرايهير فون فوجيلسانغ، محرر صحيفة ليختنشتاين فاترلاند والعضو المؤسس لخدمة الوطن في ليختنشتاين، علنًا اليهود الذين يعيشون في ليختنشتاين وأرسل العديد من الرسائل التي تتضمن تفاصيل عنهم إلى المسؤولين في ألمانيا النازية. ونتيجة لذلك، أمر هوب بتفتيش مكاتب فاترلاند لمصادرة أي رسائل وغادر فوجيلسانغ البلاد على الفور. وافق أغلبية أعضاء لاندتاغ على تصرفات هوب، لكن أعضاء الاتحاد الوطني دعوا إلى استقالته بسبب هذه القضية، معتقدين أن التفتيش الحاصل غير دستوري. وتقرر أن يتولى قاضيان خاصان تحديد الآثار القانونية للقضية. في النهاية، في يوليو 1937، خلص القاضيان إلى أن هوب لم يتصرف بشكل غير دستوري من خلال الأمر بالبحث ضد فوجيلسانغ وتمت تبرئته قانونيًا بعد ذلك من أي ارتكاب أي خطأ.

### السياسة الخارجية والحرب العالمية الثانية
في عام 1936، كان هوب رائدًا في توقيع معاهدة تسليم المجرمين بين ليختنشتاين والولايات المتحدة. منذ صعود ألمانيا النازية في عام 1933 وإدخال القوانين المناهضة لليهود في البلاد، شهدت ليختنشتاين ارتفاعًا كبيرًا في عدد المهاجرين اليهود إلى الدولة التي دعمت فيها حكومة هوب تجنيس اللاجئين بموجب قانون الجنسية الجديد. من خلال القيام بذلك، واجهت ليختنشتاين هجمات من الصحافة الألمانية ومصادر داخلية مثل خدمة الوطن في ليختنشتاين بدعم من زوجة فرانز الأول، الأميرة إلسا من ليختنشتاين التي كانت من أصل يهودي. والجدير بالذكر أن عملية اختطاف روتر كانت تهدف إلى أن تكون حافزًا لتشكيل مجموعة نازية منظمة من ليختنشتاين، لكنها بدلاً من ذلك أعاقت الجهود لبعض الوقت. حاول هوب شخصيًا تخفيف العلاقات مع ألمانيا من خلال استخدام الاتصالات الخاصة وقلل بشكل فعال من تهديد النازيَّة داخل ليختنشتاين.

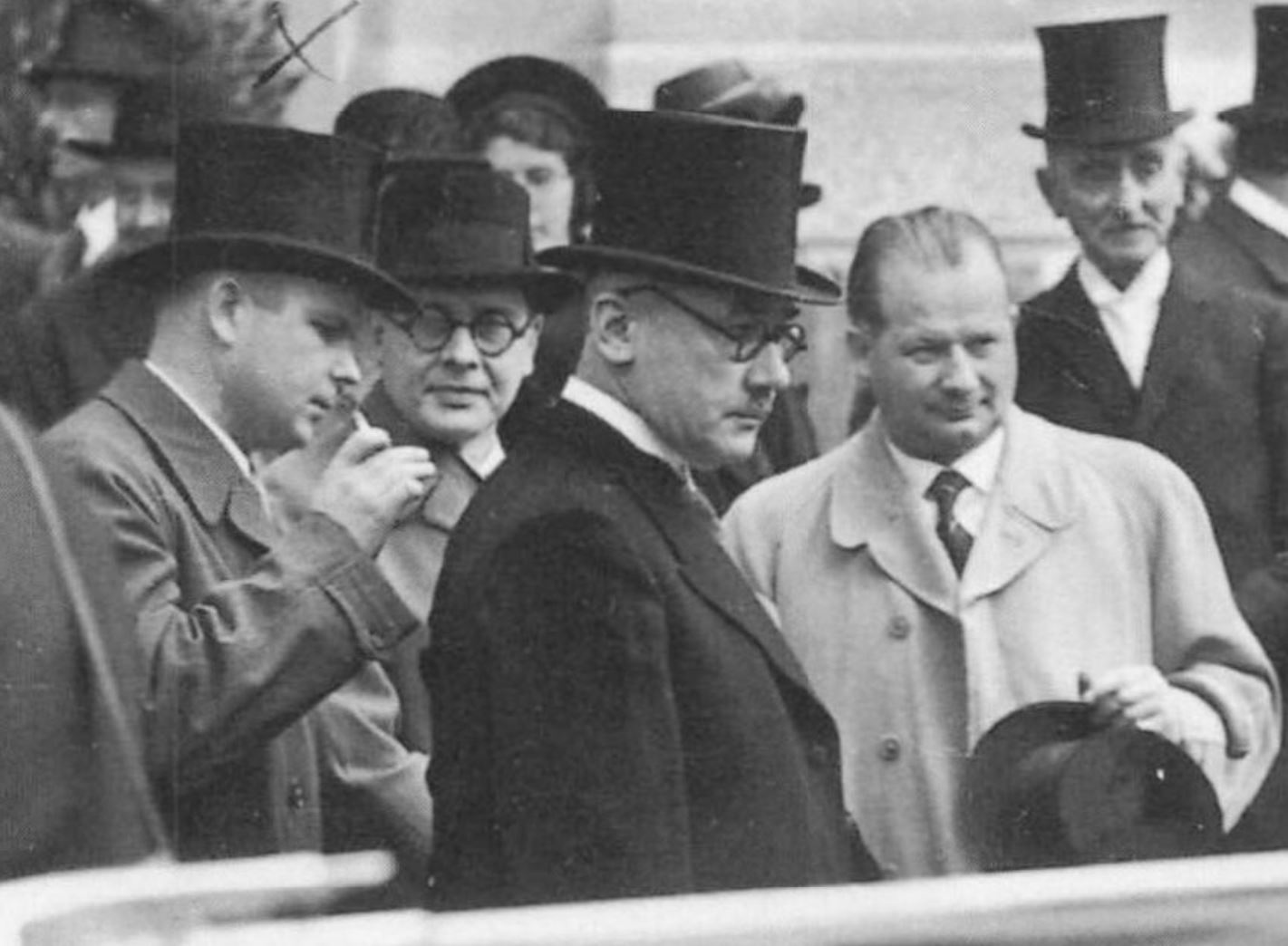
هوب (يمين الوسط) مع ألويس فوجت، أوتو شايدلر، ولودفيغ ماركسر، حوالي عام 1938.

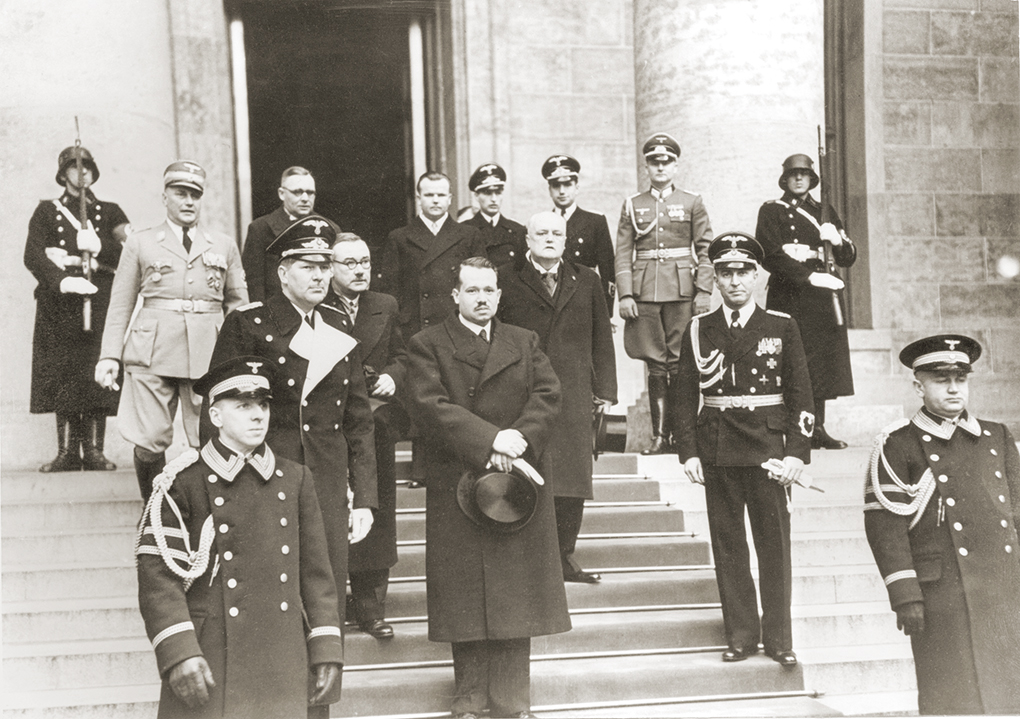
هوب (خلف فرانز جوزيف الثاني) خارج مستشارية الرايخ في برلين في 2 مارس 1939.

### استقالة
استقال هوب في سبتمبر 1945، بعد أن خدم في رئاسة الوزراء لمدة سبعة عشر عامًا. فعل ذلك بسبب تدهور حالة قلبه ورغبته في الانتقال من هذا الدور، لكنه أشار أيضًا إلى أن فرانز جوزيف الثاني قد ضغط عليه للقيام بذلك لأنه كان يعتقد أن رؤية ليختنشتاين ما بعد الحرب تتطلب تغييرًا في القيادة. بسبب الأزمة الدبلوماسية المستمرة مع الجيش الوطني الروسي الأول الموالي للمحور والمهاجرين المواليين للإمبراطور فلاديمير رومانو وايت بقيادة الجنرال بوريس سميسلوفسكي الذين لجأوا إلى البلاد قبل بضعة أشهر. أثارت هذه الإقالة الفعلية لهوب، غضب الكثيرين داخل حزب المواطنين التقدميين. وقد خلفه ألكسندر فريك.

## الحياة في وقت لاحق
في عام 1946 تمت محاكمة قادة الحركة الوطنية الألمانية في ليختنشتاين بتهمة الانقلاب في عام 1939 وشهد هوب كشاهد ضدهم. تم أيضًا اتهام أعضاء سابقين في حكومة هوب بشأن أفعالهم خلال الحرب العالمية الثانية، ولا سيما نائبه السابق ألويس فوجت، لكن لم يتم توجيه اتهامات إليه مطلقًا.
بعد استقالته من منصب رئيس الوزراء، قرر هوب أن يسافر لدراسة القانون في جامعة زيورخ ثم في جامعة إنسبروك في عام 1946، حيث تخرج وحصل على الدكتوراه في عام 1948. منذ عام 1948 عمل محامياً في فادوز.
ذهب هوب لاحقًا للعمل كعضو مجلس إدارة في بنك ليختنشتاين الوطني، ورئيس المحكمة الدستورية في ليختنشتاين. تم انتخابه لعضوية لاندتاغ في عام 1957 ، حيث خدم حتى وفاته في عام 1959، كان رئيسًا للَّندتاغ في ليختنشتاين من عام 1958 إلى عام 1959.

## الحياة الشخصية
تزوج هوب من إميلي جستول (27 فبراير 1898 - 11 فبراير 1997) في عام 1920 ولم ينجبا أطفالًا. كانت ابنة أخته إيما إيجنمان أول امرأة تخدم في لاندتاغ ليختنشتاين، وذلك من عام 1986 إلى عام 1993.

## وفاته
هوب، الذي كان مدخنًا متكررًا طوال حياته، توفي في 19 أكتوبر 1959 بسبب قصور في القلب بعد إجراء عملية جراحية، عن عمر يناهز 63 عامًا. دفن في مسقط رأسه في إيشن، وقد حضر جنازته كل من الأمير فرانز جوزيف الثاني وأميرة ليختنشتاين جينا. تم تسمية شارع في إشن باسمه.
حظي جوزيف هوب على تقدير كبير من قبل الأمير فرانز جوزيف الثاني بسبب جهوده لحماية استقلال ليختنشتاين خلال الحرب العالمية الثانية. لقد قال ذات مرة في وقت لاحق أن "هوب أنقذ البلاد". عضو زميل في جمعية ليختنشتاين التاريخية وخليفته كرئيس للاندتاغ ليختنشتاين وصفه مارتن ريش بأنه "أحد أفضل الرجال الذين خدموا في ليختنشتاين، لخدمته الطويلة الأمد في البلاد".

## مرتبة الشرف
- ليختنشتاين: نيشان الاستحقاق لإمارة ليختنشتاين (1937)[3]

## في الثقافة الشعبية
قام الممثل الفرنسي بيير فانيك بدور جوزيف هوب في فيلم Vent d'est، الذي صدر عام 1993.

## أنظر أيضا
- تاريخ ليختنشتاين